# Vandaalse Oorlog (461-468)
De Vandaalse Oorlog (461-468) was een meerjarig conflict tussen enerzijds de twee rijkshelften van het Romeinse Rijk tegen anderzijds de Vandalen in Noord-Afrika. In deze oorlog draaide het om de hegemonie in het Middellandse Zeegebied en het keizerschap van het westen. De Vandalen als opkomende macht vormden een enorme gevaar voor de stabiliteit van het Romeinse Rijk.  Piraterij en rooftochten waren een plaag en bedreigden de handel in de hele Middellandse Zee. De oorloginspanning van de Romeinen vanaf 466 was gericht op de vernietiging van het Vandalenrijk om daarmee het rijk in haar oorspronkelijke territorium te herstellen. In deze oorlog werden gewapende conflicten over en weer afgewisseld met vredesbesprekingen en traden de twee rijksdelen van het Romeinse rijk niet altijd eensgezind op. 

## Hoofdrolspelers

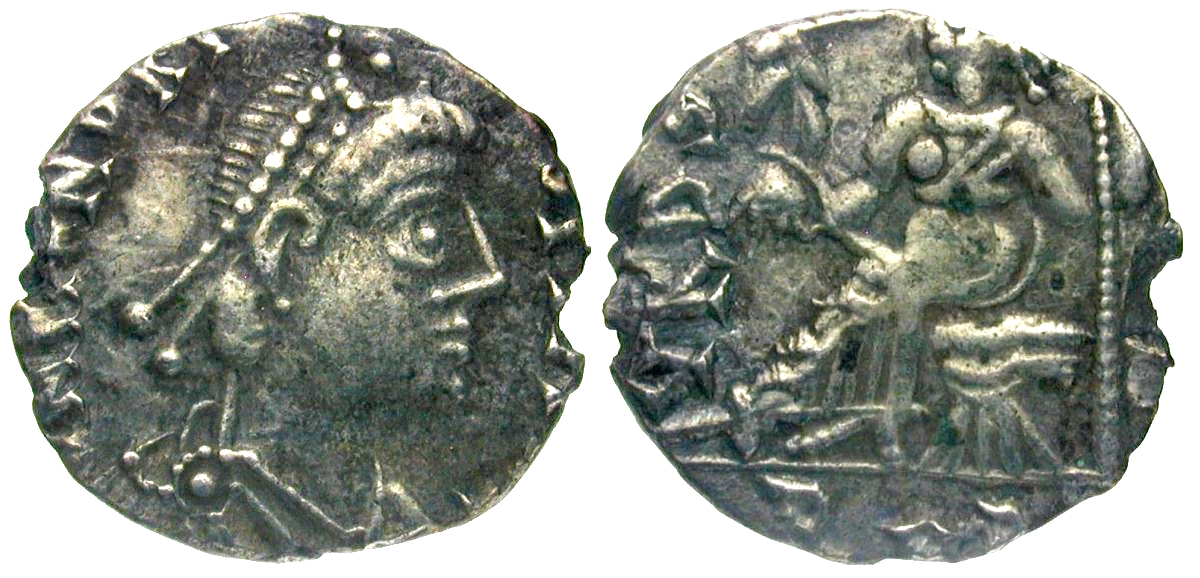
Zilveren munt uit het Vandaalse rijk met de initialen van Geiserik

Geiserik (429-477), koning van de Vandalen speelde al sinds hij in 429 zijn volk naar Afrika leidde een belangrijke rol. Die positie had hij verkregen door in een reeks oorlogen met de Romeinen als overwinnaar te eindigen. In het conflict tussen 461 en 468 waren zijn belangrijkste tegenstanders: Ricimer, opperbevelhebber van het West-Romeinse leger en sinds diens staatsgreep in 461 de sterke man in het westen, en Leo I (457-474), keizer van het oostelijke deel van het Romeinse rijk, die zich vanwege het ontbreken van een westelijk ambtgenoot veelvuldig met het westelijke rijksdeel bezig hield. De oostelijke keizer hield toezicht op vele ambitieuze politieke en militaire plannen, vooral gericht op het helpen van het haperende West-Romeinse Rijk en het herstellen van zijn voormalige gebieden.
Verder speelde Romeinse generaal Marcellinus, een verwoed tegenstander van Recimer, vanaf het begin een voorname rol. De rol van West-Romeinse keizer Libius Severus (461-465) was minimaal, die van Anthemius (467-472) daarentegen aanmerkelijk groter. Basiliscus, een Oost-Romeinse generaal, speelde op het einde van de oorlog een belangrijke rol.

## Prelude
Na de eerdere Vandaalse Oorlog van 439-442 kwam Noord-Afrika grotendeels in handen van de Vandalen. Formeel als foederati van de Romeinen, maar de facto regeerden zij dit rijksdeel naar eigen inzicht. Sindsdien beschikten de Vandalen ook over een deel van Middellandse zeevloot en legden zij zich toe op piraterij, eerst kleinschalig maar naargelang de tijd steeds doldriester. Het West-Romeinse rijk ontbrak het aan voldoende middelen om hier effectief tegen op te treden. 

### Plundering van Rome

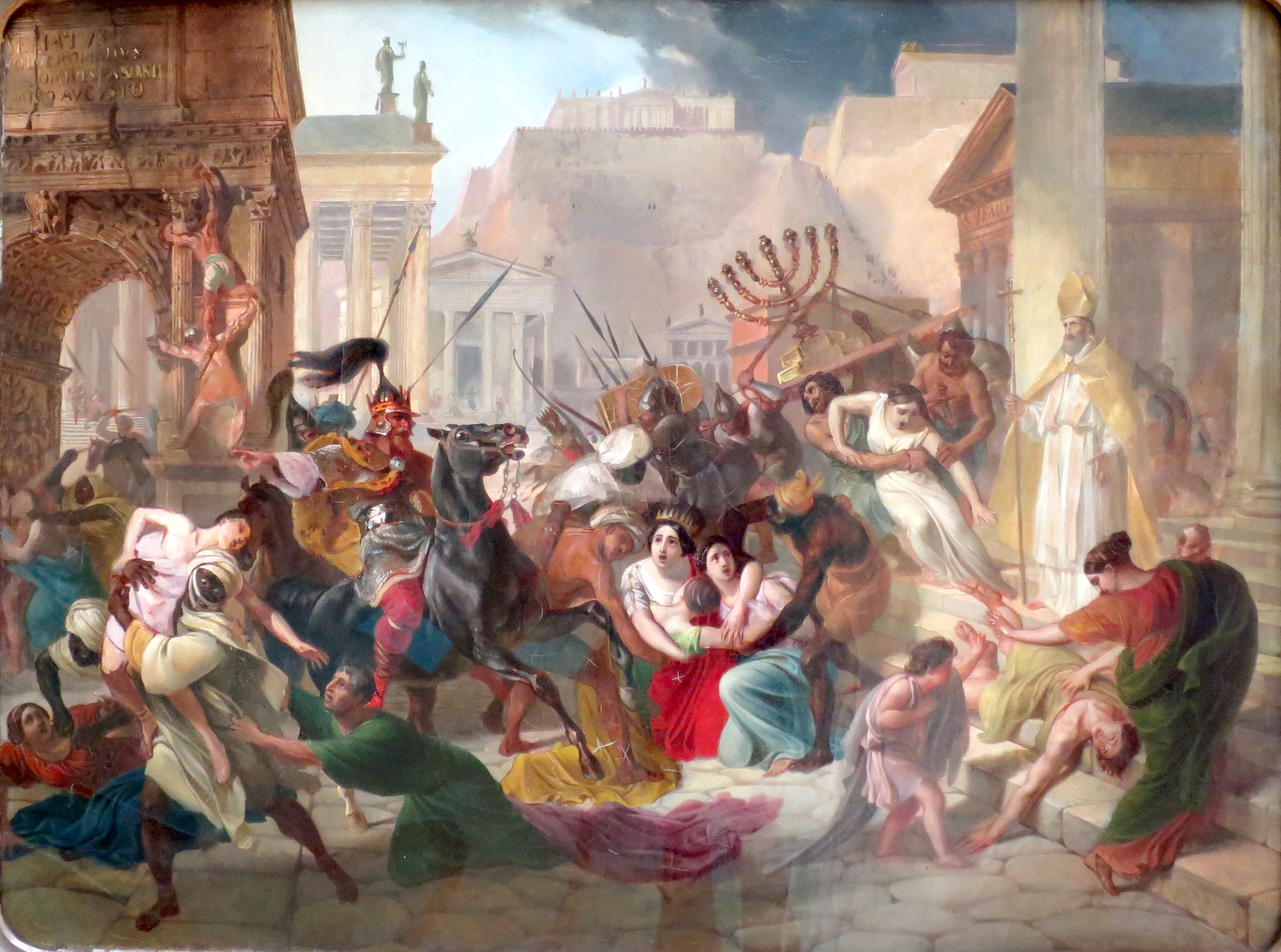
Geiserik plunderde Rome in 455, geschilderd door Karl Brjoellov

In 455 zag de Vandaalse koning Geiserik in de usurpatie van Maximus een openlijke schending van het verdrag met de Romeinen, en een aanleiding om Rome binnen te vallen met zijn vloot. Twee weken lang werd de stad geplunderd (plundering van Rome).
Volgens Johannes Malalas, die een eeuw later een kroniek schreef, werd Geiserik door Eudoxia, de vrouw van de vermoorde keizer Valentinianus III  opgeroepen om de moord op haar man te wreken. Eudoxia en haar twee dochters, Eudocia en Placidia werden gevangen genomen toen ze probeerden te vluchten.

### Vernietiging van de Romeinse vloot
In 460 werden voorbereidingen getroffen voor een grootscheepse campagne tegen de Vandalen. De toenmalige keizer Majorianus versterkte eerst het Romeins gezag in Spanje. Terwijl zijn generaals de Sueben versloegen in Lusitania (moderne Santarém, Portugal), bracht de keizer in Gallië een grote krijgsmacht bijeen. Van daar marcheerde dit leger naar Carthaginensis, waar de Romeinse vloot lag aangemeerd bij Portus Illicitanus (bij Elche). Geiserik probeerde, uit angst voor de Romeinse invasie, vrede te sluiten met Majorianus, die dit verwierp. Vervolgens wendde Geiserik andere middelen aan. Verraders betaald door de Vandalen staken de vloot op 13 mei 460 in brand. Nog voordat het leger arriveerde, was de vloot vernietigd. Majorianus annuleerde de aanval op de Vandalen en moest het grote leger dat hij bijeengebracht had, ontbinden. In Arles ontving hij boodschappers  van Genserik, met wie hij overeenkwam vrede te sluiten, wat waarschijnlijk een bevestiging was van de vrede uit 442. Voor Majorianus was de mislukte campagne tegen de Vandalen een enorme tegenvaller die een streep  zette door zijn plannen het rijk in haar oude luister te herstellen, bovendien ondermijnde het zijn positie als keizer van het westen.

### Staatsgreep van Ricimer

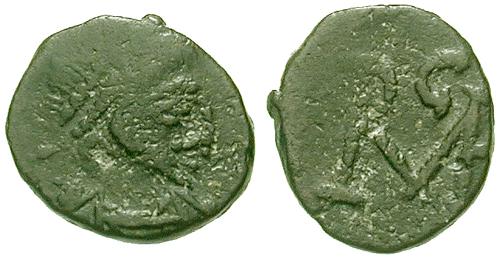
Munt van keizer Libius Severus met op de keerzijde Ricimers monogram

In augustus 461 keerde Majorianus terug naar Italië,  waar hij onverwachts gevangen werd gezet door Ricimer, de opperbevelhebber van het Romeinse leger en vervolgens op 7 augustus vermoord. De staatsgreep van Ricimer stortte het West-Romeinse Rijk in een enorme crisis. In Gallië keerden de Bourgondische en Gotische foederati, die in ruil voor steun aan Majorianus een grote mate van zelfstandigheid hadden verkregen, zich af van het Romeins gezag, terwijl Ricimer weinig steun ondervond van het Romeinse leger buiten Italia. De generaals Aegidius in Gallië, Nepotianus in Spanje en Marcellinus op Sicilië verzetten zich en weigerden orders uit Italië op te volgden.  Het Gallische leger lijkt Aeidius tot tegenkeizer te hebben uitgeroepen en op Sicilië had Marcellus ambities in die richting.

## Aanvang

### Vandaalse bezetting van de westelijke eilanden
Er volgde een interregnum van drie maanden, waarin de titel van westerse keizer niet werd opgeëist. Tijdens dit interregnum was sprake van een politieke strijd over de opvolging tussen Ricimer, de oosterse keizer Leo I, en Geiserik. Uiteindelijk werd Libius Severus (461-465) door Ricimer naar voren geschoven als keizer en op 19 november 461 door de senaat in Ravenna ingehuldigd. Door het oostelijke deel werd deze benoeming echter niet erkent en voor de Vandalen was dit een geldige reden het vredesverdrag met de Romeinen te verbreken.  Er brak een nieuwe oorlog uit, eind 461 veroverde Geiseriks' zeevloot de eilanden Corsica, Sardinië, Malta en de Balearen. Ook deden ze invallen op het vasteland van Italia en Griekenland.
Ricimer, nu de sterke man in het westen, was weliswaar heer en meester in Italia, maar had naast de vijandige aanvallen in het Middellandse Zeegebied te maken met open militaire oppositie van de generaals Aegidius, Nepotianus en Marcellinus. In Marcellinus, die ten zuiden van Italia op Sicilië verbleef, zag Ricimer als grootste gevaar voor zijn positie. Ricimer wendde zich tot een list om deze bekwame generaal uit zijn buurt te krijgen. Marcellinus leger bestond voornamelijk uit Hunse hulptroepen. Steekpenningen van Ricimer brachten de Hunnen ertoe om de dienst van Marcellinus te verlaten en naar de zijne over te gaan. Verstoken door het merendeel van zijn troepen vertrok Marcellinus naar Dalmatia. Ricimer kwam echter niet militair tussenbeide, omdat Marcellinus werd gesteund door de Oost-Romeinse keizer Leo I. De andere generaals Nepotianus en Aegidius leverden geen gevaar op voor Ricimer nadat hij de Gotische en Bourgondische foederati aan zich wist te binden met ruimschoots verleende gunsten.

### Vredesbesprekingen
Na Marcellinus vertrek werd Sicilië opnieuw geteisterd door aanvallen van de Vandalen, onderhandelingen van Ricimer had geen effect. Een vredesmissie onder de paraplu van de Oost-Romeinse keizer Leo in 462 was succesvoller. De dames van het Theodosische huis keerden terug uit hun gevangenschap. Eudocia, de bruid van Hunerik, werd behouden, maar haar moeder Eudoxia en haar zus Placidia werden naar Constantinopel gestuurd. In ruil daarvoor onderhandelde Geiserik over een bepaald deel van het eigendom van Valentinianus III als de schat van Eudocia. Hij had de Mauritaanse provincies, evenals Sardinië, Corsica en de Balearen al bezet en geannexeerd en was van plan om het huwelijk van zijn zoon Hunerik met Eudocia te behouden.

### Vandaalse claim op het keizerschap
Geiseriks' concessie had een duidelijke politieke doel. De Vandaalse monarch kwam nu naar voren als de kampioen van het Theodosiaanse huis tegen Ricimer en zijn parvenu keizer. Placidia was getrouwd met Olybrius, een lid van een vooraanstaande Romeinse familie, en Geiserik eiste dat Olybrius de troon in Italië zou opvolgen. Bedreigd aan de ene kant door de Vandalen, aan de andere kant door Marcellinus in Dalmatië, vroegen Ricimer en de gehoorzame Senaat om bemiddeling van de Oost-Romeinse keizer. Leo werd gevraagd om een verzoening tot stand te brengen met Geiserik en met Marcellinus. Leo stemde hiermee in, waarna Marcellinus zijn vijandelijkheden stopten. De gezanten die Leo naar Geiserik stuurde keerden echter zonder resultaat terug uit Carthago. Geiserik claimde in naam van zijn schoondochter dat al het privé-eigendom van haar vader in Italië hem toekwam, en ook de erfenis van Aetius, wiens zoon Gaudentius hij als gevangene hield. In naleving van deze claims leidde Geiserik een grote expeditie tegen Italië en Sicilië en verwoestte plattelandsdistricten en onverdedigde steden. Ricimer had hier weinig tegen in te brengen, zijn leger en marine slaagden er niet de Vandalen op zee tegen te houden.

### Ricimers' campagne tegen Aegidius
In 463 deed zich een verwarrend spektakel voor,
toen Ricimer in naam van de westerse keizer Libius Serverus, Goten in dienst nam om een deel van het Romeinse leger in Gallië aan te vallen. Toen de strijd bij Orleans werd gevoerd, zegevierde Aegidius. Zijn opstand werd pas in de herfst van 465 ingeperkt, toen hij werd vermoord. Op dat moment was Aegidius bezig met onderhandelingen met de Vandaalse koning Geiserik, in een poging een alternatief evenwicht van westerse troepen op te bouwen om de overheersing van Ricimer uit te dagen.

### Strijd om Sicilië en Interregnum
In 464 of 465 voerde Marcellinus opnieuw campagne tegen de Vandalen. In opdracht van keizer Leo I keerde hij terug naar Sicilië om het eiland te verdedigen tegen de Vandalen, wat een directe bedreiging vormde voor de persoonlijke macht en het prestige van Ricimer, die Leo opriep Marcellinus ertoe te bewegen geen vijandelijkheden tegen hem te ondernemen.
Keizer Libius Severus die niet meer dan een marionet van Ricimer was overleed op 15 augustus 465. Zijn doodsoorzaak is onbekend: zowel moord als een natuurlijke doodsoorzaak is mogelijk. De verheffing van Olybrius, die een restitutie van de Theodosiaanse dynastie zou zijn geweest, leek misschien een hoopvolle oplossing voor enkele van de moeilijkheden van de situatie, maar het feit dat hij Geiseriks' kandidaat en familielid was, was een reden om hem niet te accepteren. Een jaar en acht maanden na de dood van Libius Severus werd geen opvolger benoemd.

## Voortzetting van de oorlog

### Inval op de Peloponnesus

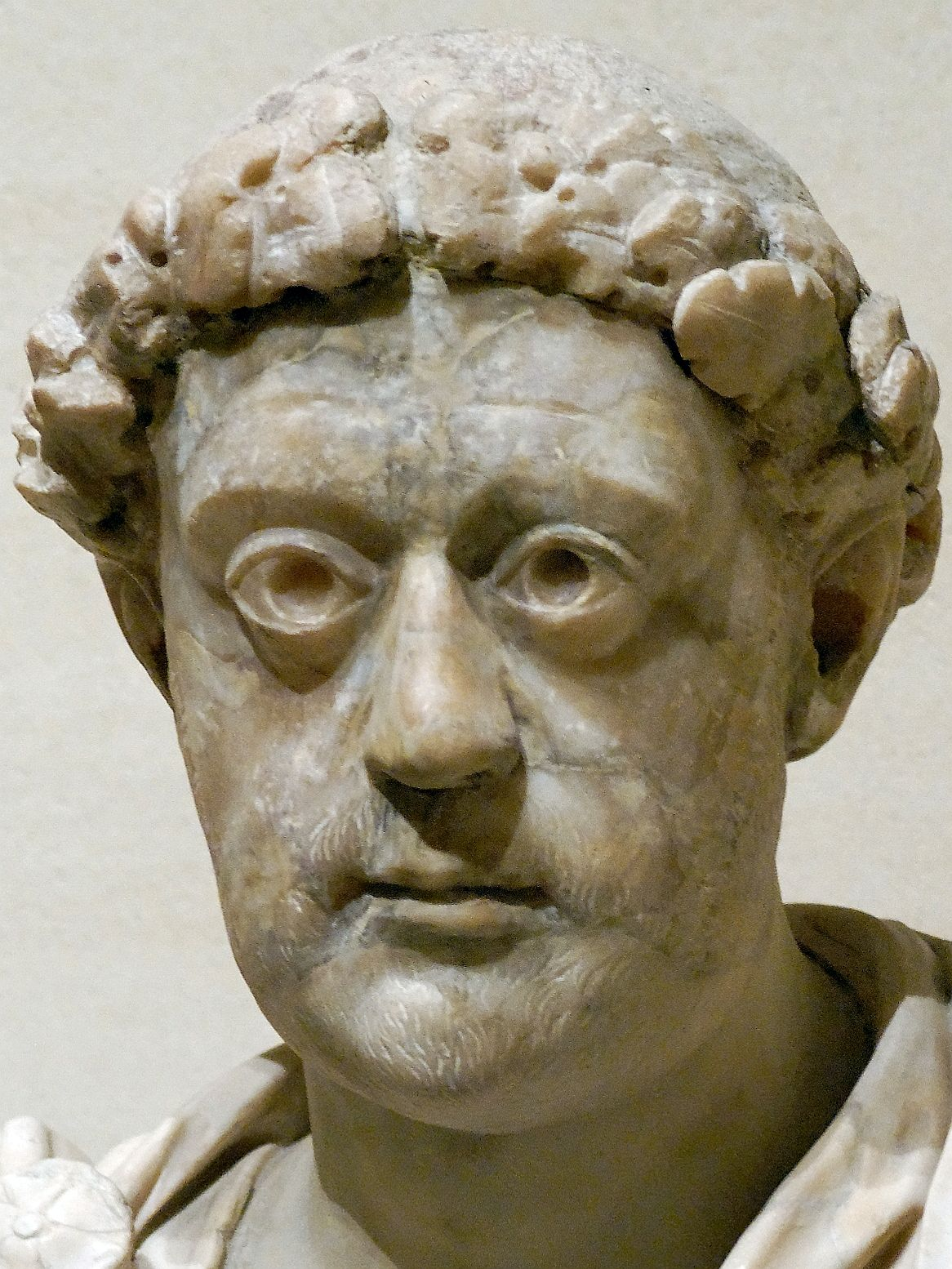
Buste van keizer Leo I, museum het Louvre

In 467 werden de aanvallen over zee door de Vandalen steeds omvangrijker. Geiseriks' oorlogschepen verschenen nu ook voor de kust van de Peloponnesus en Egypte. Gevreesd werd dat er een aanval op Alexandrië kwam die gevolgen zou hebben voor de graanvoorziening van de Oost-Romeinse hoofdstad. Deze dreiging verklaart waarom de Oost-Romeinse keizer Leo I besloot niet langer werkloos toe te kijken. Hij verliet de diplomatieke weg en ondernam stappen om tot een nauwere samenwerking te komen met de West-Romeinse regering in Italia 
Nu niet alleen Italië en Sicilië werden bedreigd maar de handel in de hele Middellandse Zee, moesten de krachten van het Oosten worden verenigd met die van Italië en Dalmatië tegen de Afrikaanse vijand. Leo kwam met Ricimir overeen dat Anthemius, generaal in het oostelijke leger, de nieuwe keizer van het westen zou worden. De steun van Ricimer werd verzekerd door een regeling dat hij met de dochter van Anthemius ging trouwen. 
In het voorjaar van 467 arriveerde Anthemius, vergezelde door Marcellinus met een leger naar Italië. Na zijn troonsbestijging op 12 april werd een grootschalige campagne tegen de Vandalen voorbereid, die zou worden ondernomen door een Oost-Romeinse vloot met landtroepen onder het opperbevel van keizer Leo's zwager, Basiliscus. Anthemius benoemde Marcellinus, ook om tegenwicht te hebben tegen Ricimer, als tweede keizerlijke generaal en opperbevelhebber van de West-Romeinse troepen die bij de veldtocht betrokken waren.

### Aanvalsplan
Het aanvalsplan dat de Romeinen voor ogen stond stoelde op de gedachte het oostelijke en westelijke leger gezamenlijk op te laten treden en de Vandalen op drie fronten aan te vallen. Het oostelijke leger diende hiervoor in tweeën te worden opgedeeld. Een omvangrijke vloot werd bijeen gebracht die naar verluidt uit 1.113 schepen bestond, die een legermacht 100.000 mannen moest verschepen. Marcellinus, kreeg opdracht om Sardinia te heroveren en vervolgens door te varen naar de kust van Noord-Africa om zich te verbinden met de oosterse vloot onder Basilicus in de buurt van Carthago, de Vandaalse hoofdstad.. Basiliscus zou daarna met de gezamenlijke vloot rechtstreeks naar Carthago varen. Heraclius, een andere generaal, zou oosterse troepen verzamelen in Egypte, van boord gaan in Tripolitania en vervolgens bij Carthago over land aanvallen. Procopius schatte de kosten van de expeditie op 130.000 ponden goud; Ioannes Laurentius Lydus schatte de kosten op 65.000 pond goud en 750.000 pond zilver..

### Romeinse aanval
Marcellinus heroverde Sardinië met weinig moeite, en Heraclius ondervond weinig tegenstand van de Vandalen in Tripolitanië, en beiden gingen op weg om contact te maken met de troepen van Basiliscus. Volgens Procopius verspreidden Basiliscus' vloot de Vandaalse vloot in de buurt van Sicilië, maar maakte Basiliscus geen gebruik van dit voordeel en hield zijn troepen in rustte bij Kaap Bon, een strategische plek op zestig kilometer afstand van  Carthago.  Volgens historici Michael Kulikowski, Friell en Williams, riep Geiserik op vrede te sluiten en stelde een wapenstilstand van vijf dagen voor, om zichzelf in de tussentijd tijd te geven zich voor te bereiden. Heather merkt op dat bij de Romeinen het vermijden van een zeeslag de voorkeur genoot, en dat dit de reden geweest zou kunnen zijn dat Basiliscus aarzelde om de Vandalen op zee aan te vallen.

### Vandaalse verdediging

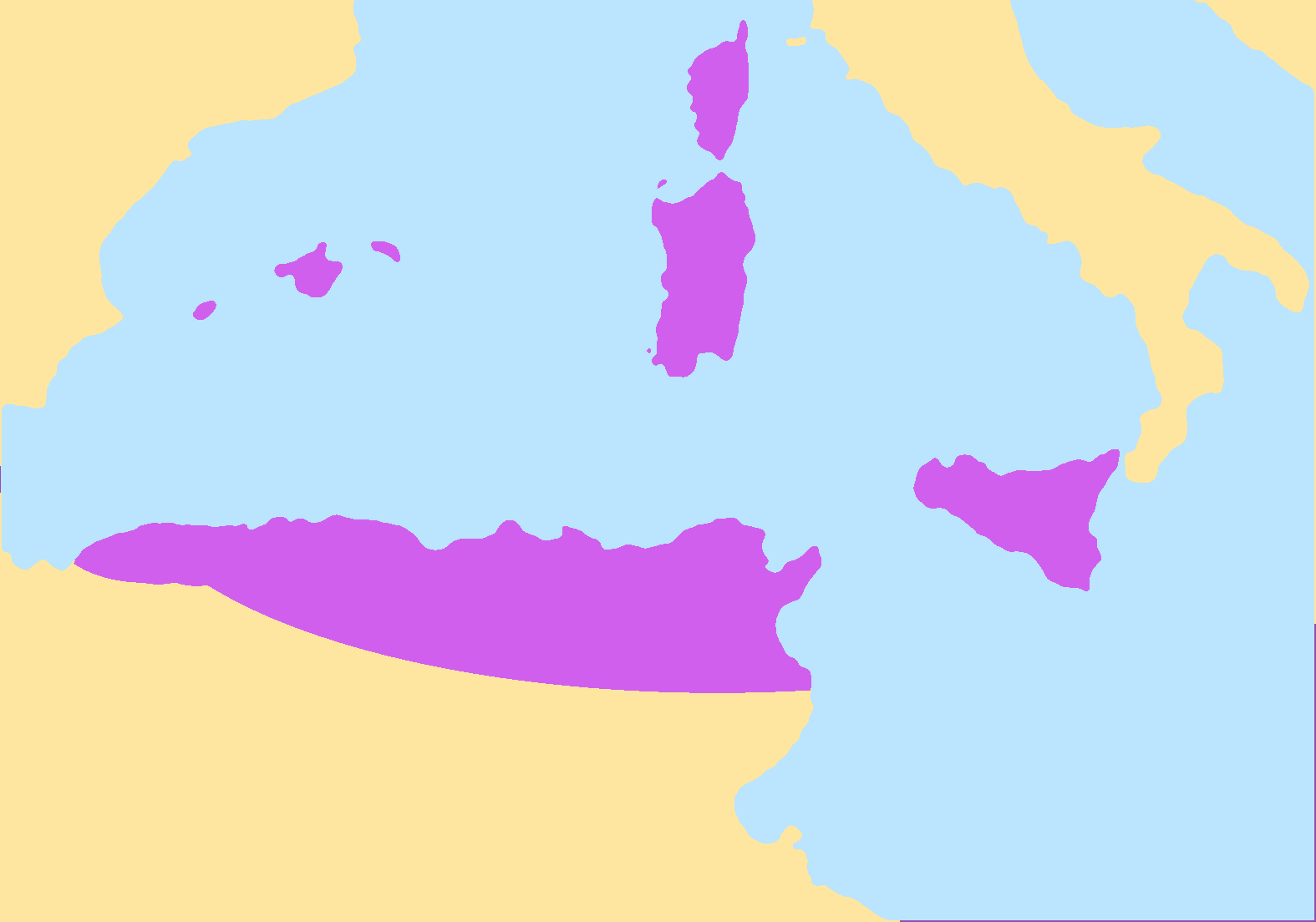
Het Vandaals rijk na haar overwinning op de Romeinen in 468.

Geiserik verzamelde in de dagen die hem werden gegund een nieuwe vloot met een aantal vuurschepen en viel, geholpen door goede wind, de Romeinse vloot verrast aan. In het zeegevecht die volgde werd de Romeinse vloot verslagen door de combinatie van de vuurschepen, tegen wind en verrassing, waarbij de helft ervan werd vernietigd. Basiliscus vluchtte met de rest van de vloot naar Sicilië, om zich te verenigen met de troepen van Marcellinus. Hun moreel, voorraden en reserves hadden  een voortzetting van de invasie en misschien een overwinning opgeleverd, maar de West-Romeinse generaal werd vermoord, mogelijk op bevel van Ricimer. Heraclius, die Carthago nog niet had bereikt, keerde terug naar het Oost-Romeinse Rijk toen hem het slechte nieuws bereikte, en Basiliscus voer met de overgebleven helft van zijn vloot terug naar Constantinopel.

## Nasleep en gevolgen
Het slechte resultaat die de Romeinen behaalden met de groots opgezette operatie aan het einde van de oorlog, moet een groot moreel effect hebben gehad. Het Romeinse Rijk had al zijn kracht naar voren gebracht en had gefaald in haar missie het Vandalenrijk te vernietigen. Desalniettemin duurde het twee jaar voordat Geiserik weer genoeg zelfvertrouwen had opgebouwd om zijn aanvallen op Italie te hervatten.
In 472 kwam het westerse regime van Ricimer in het reine met Geiserik, waardoor de zwager van zijn zoon, Olybrius, keizer werd. Met het Oost-Romeinse rijk sloot Geiserik pas vrede in 476. Hij sloot een verdrag met de nieuwe keizer Zeno van Byzantium dat als titel meekreeg Eeuwige vrede. Dit verdrag werd onder zijn opvolgers, aan beide zijden redelijk getrouw in acht genomen. Een revolutie in Carthago in 531 gaf uiteindelijk het Romeinse Rijk dat toen alleen nog in het Oosten bestond de gewenste gelegenheid voor interventie, dat leidde tot de Vandaalse Oorlog  (533-534).